# Lersten (bergart)

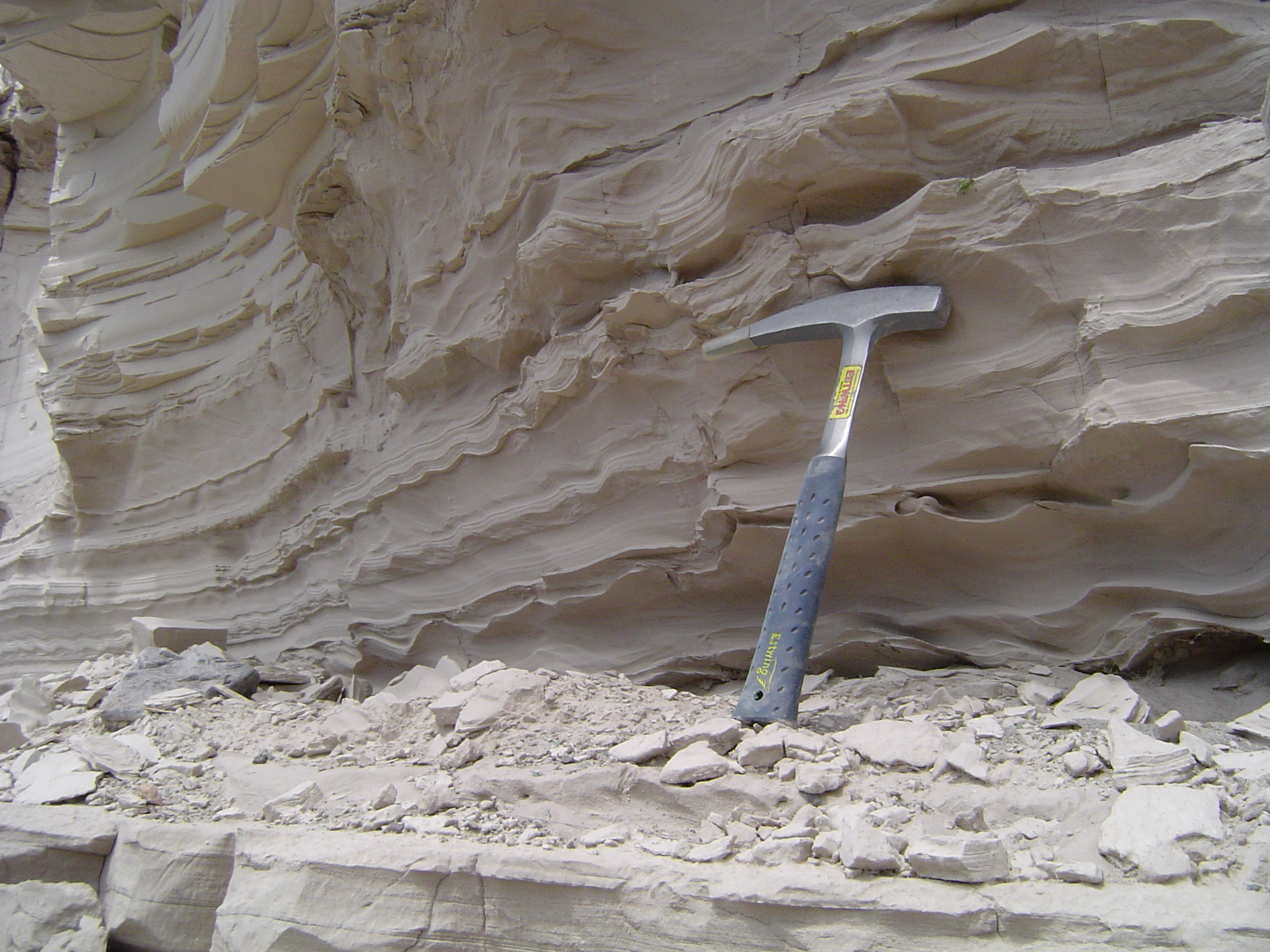
Lersten

Lersten är en vanlig sedimentär bergart. Namnet lersten kommer av att den övervägande delen av partiklarna i lersten är lermineral. Dessa är finkorniga partiklar som är mindre än 0,004 mm i diameter. Färgen kan vara svart eller grå, kalkhaltig lersten är blek. Bleka lerstenar kan vara ljusa nyanser av grått, gult, brunt och rött. Partiklarna är oftast gjord av söndervittrade klastiska mineral som fältspat och kvarts. Lermineralen är t.ex. kaolin, organiska material eller mycket små kalciumkarbonatkristaller. Finkorniga lerpartiklar kan transporteras långa avstånd med vind och vatten. Lerstenar kan vara fossilförande. Lersten kan bli till lerskiffer genom dynamometamorfos (en sorts metamorfos som sker under högt tryck).